# Gabelstapler

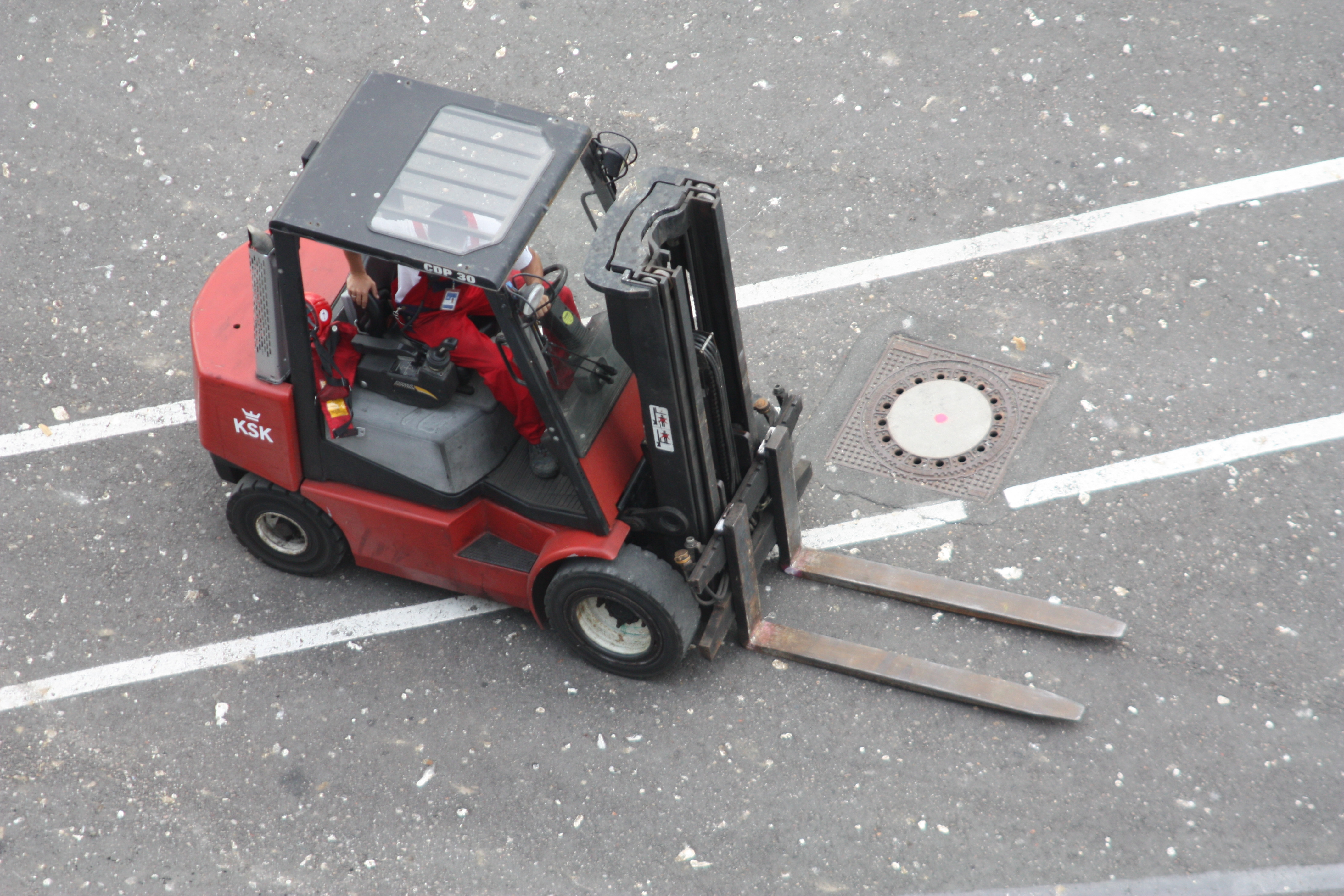
Gabelstapler

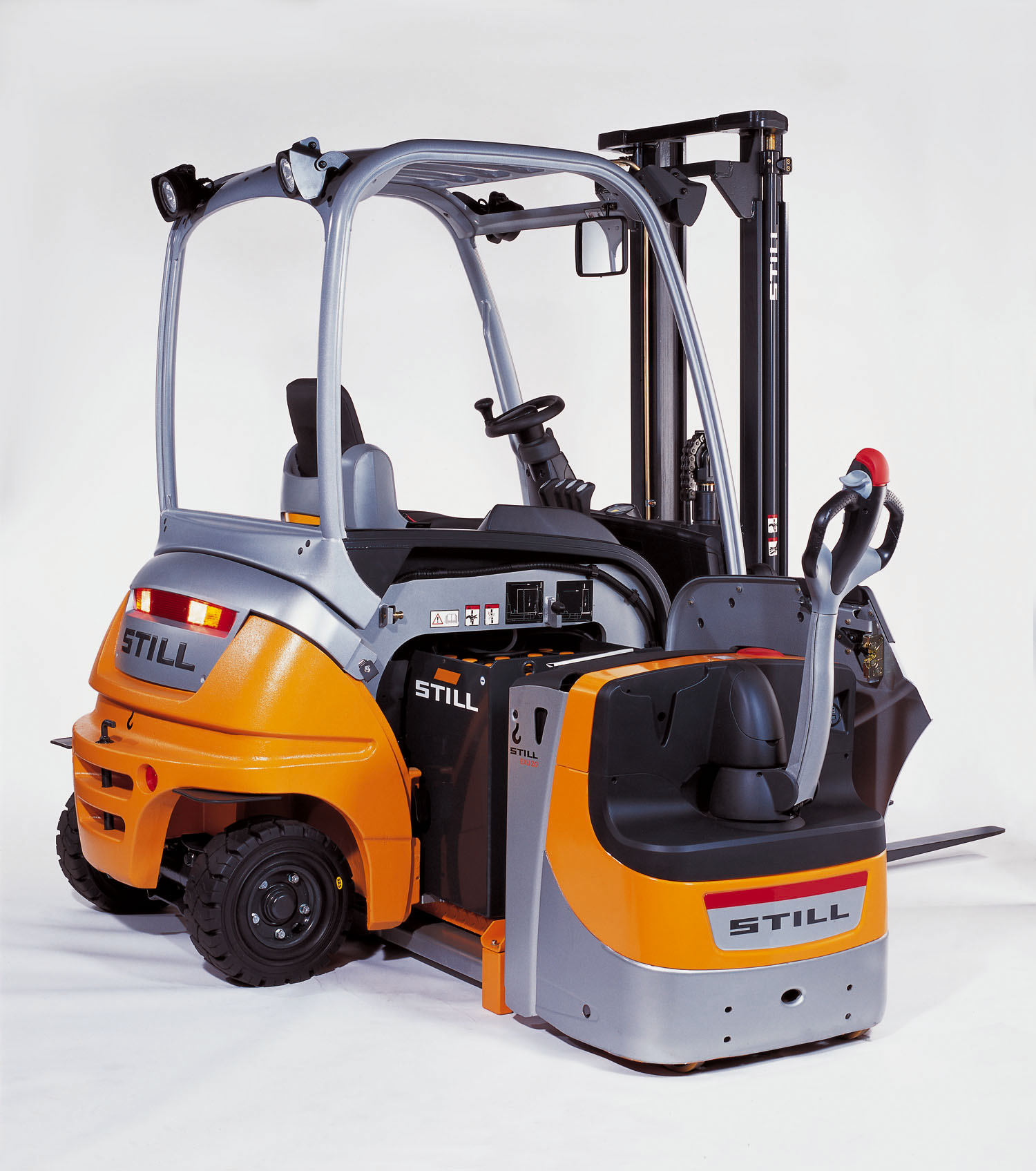
Elektrostapler Still RX 20 mit seitlicher Batterieentnahme durch Niederhubwagen EXU

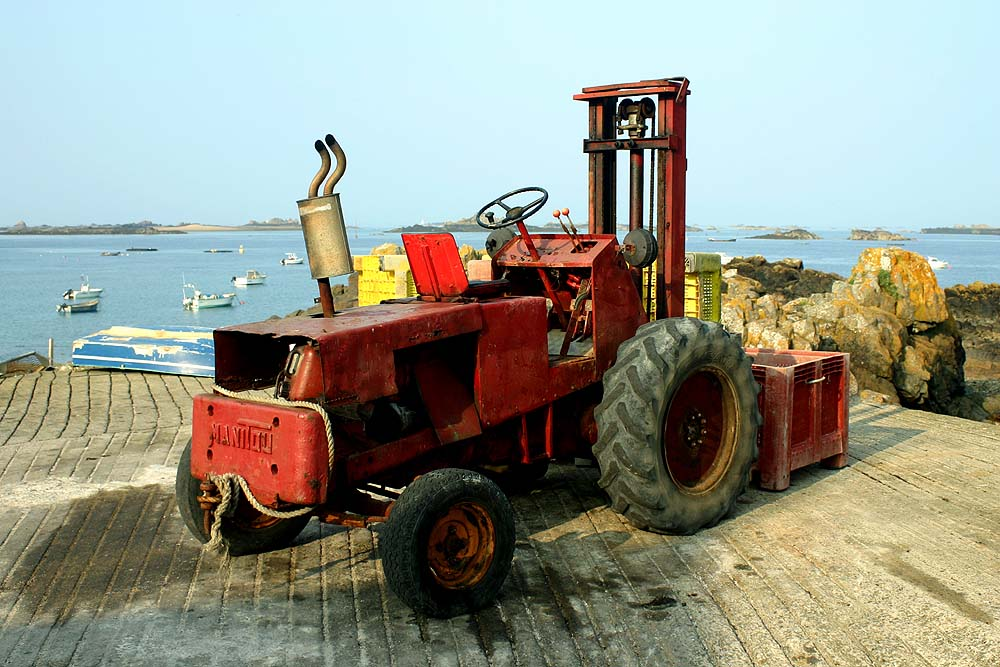
Manitou-Gabelstapler im Hafen von Pors-Éven, Bretagne

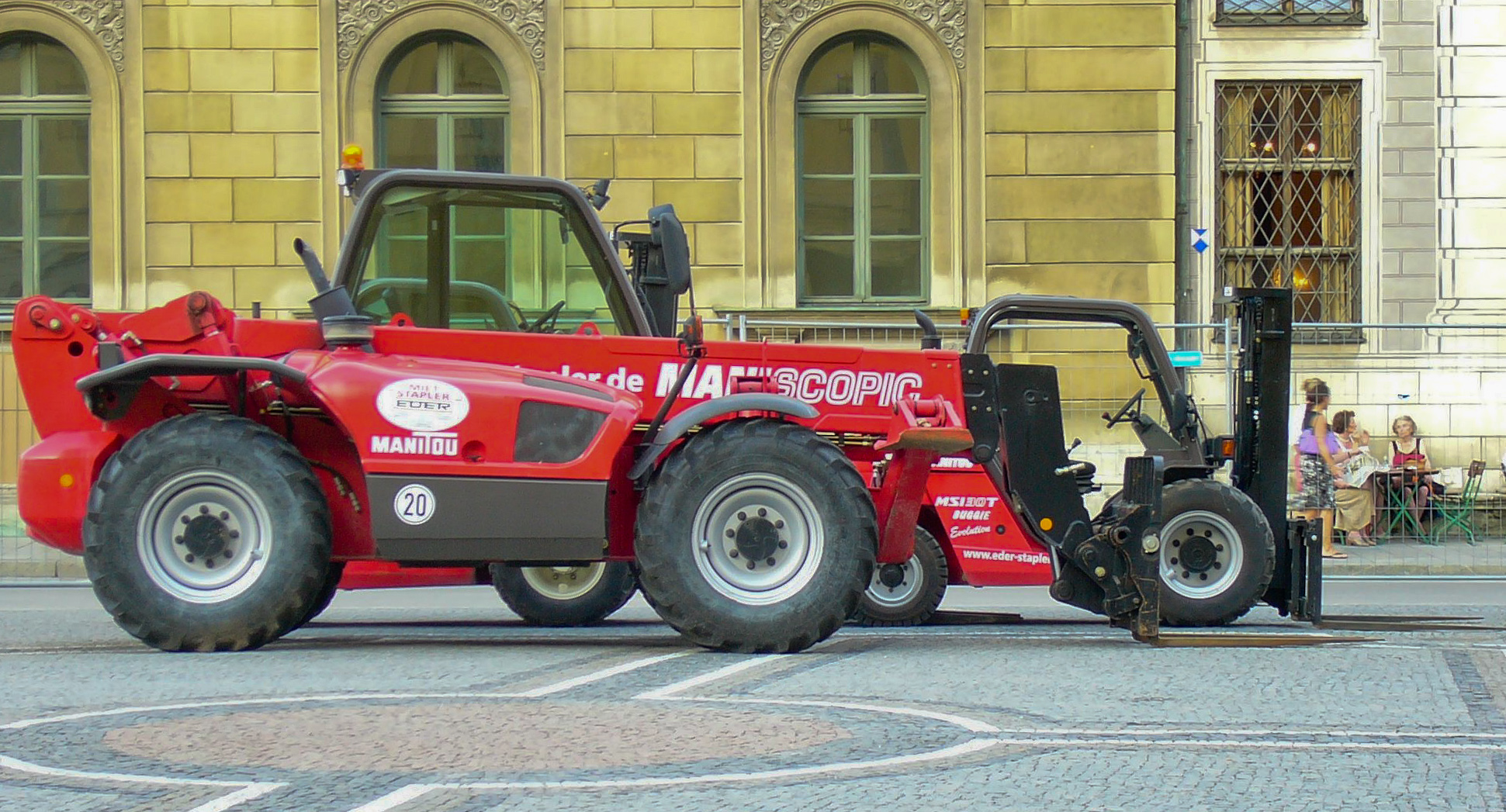
Teleskoplader und mittlerer Gabelstapler

Gabelstapler oder Hubstapler gehören zu den Flurförderzeugen und dienen dem innerbetrieblichen Warenumschlag und Transport. Im Gegensatz etwa zu einfachen Hubwagen haben sie einen eigenen Antrieb und ein Hubgerüst, um Stapel zu bilden oder Lagerregale zu bedienen.
Die gebräuchlichsten Hublasten liegen zwischen ein und acht Tonnen. Hubhöhen bis zu sechs Meter sind üblich. Es sind jedoch auch weit größere Fahrzeuge erhältlich; die Tragkraft von Gabelstaplern kann je nach Größe und Gewicht über 70 Tonnen betragen, Hubgerüste können auf bis zu zwölf Meter ausgelegt sein, um Hochregale bedienen zu können. Grundsätzlich gestatten die Berufsgenossenschaften in Deutschland nur Stapel- und Einlagerungsvorgänge bis zehn Meter Höhe, an denen Menschen durch Flurfördermittel direkt beteiligt sind; Ausnahmeregelungen sind möglich. In Hochregallagern mit entsprechend hohen Deckenhöhen werden (deshalb) – häufig bereits computergesteuerte – Regalförderer verwendet. Sie sind fest mit dem Regalsystem verbunden und sind im Gegensatz zu den Flurfördermitteln durch den Einlagerungsvorgang nicht umsturzgefährdet; außerdem brauchen sie weniger Platz und können die Ware in der Regel schneller und präziser einlagern, vor allem wenn sie automatisiert sind. Sie übernehmen die einzulagernde Ware von den Flurförderfahrzeugen und lagern sie ein.
Gabelstapler sind insbesondere für den Transport von Paletten ausgelegt. Wesentliches Element des Gabelstaplers ist seine Hubeinheit, die aus Hubmast und Gabelträger besteht. Der Gabelträger trägt (in der Regel) zwei in ihrem Abstand verstellbare stählerne Zinken, die üblicherweise mit einem Hydraulikzylinder über einen Flaschenzug mit einer Laschenkette auf und ab bewegt werden können. Manche Gabeln sind auch als Schlitten quer beweglich oder der Abstand der Gabelstaplerzinken zueinander kann hydraulisch verändert werden. Die Zinken werden Gabel genannt und geben dem Gabelstapler seinen Namen.
Der erste Gabelstapler wurde von Mitarbeitern des Unternehmers Eugene Clark im Jahre 1924 entwickelt. Aus dieser Erfindung heraus entstand die Clark Material Handling Company, die noch heute existiert. Heute wird ein Großteil der Gabelstapler in Asien gefertigt, wobei bestehende Qualitätsstandards durch die Verwendung europäischer und japanischer Bauteile (Nissan- oder Cummins-Motoren, Okamura-Getriebe, Iskra-Hydraulik, Hoesch-Profile, ZF-Getriebe, Metalrota-Rollen, Steuerungen von Curtis Instruments) eingehalten werden.
In größeren Lagern kommen Staplerleitsysteme zum Einsatz, die für eine optimale Disposition der Fahrzeuge sorgen sollen.

## Abgrenzung und Unterscheidung
Weitere motorbetriebene Flurförderzeuge sind zum Beispiel elektrisch angetriebene Hubwagen, Geräte zum Containerumschlag oder fahrerlose Transportfahrzeuge.
Ähnliche Aufgaben können auch andere Fahrzeuge – insbesondere Radlader und Traktoren – durch entsprechende Anbaugeräte (insbesondere Gabelzinken) wahrnehmen. Diese Fahrzeuge werden – als Einschränkung der breiteren Sichtweise der Lagerlogistiktheorie – von der Deutschen Gesetzlichen Unfallversicherung nicht den Flurförderzeugen zugerechnet.
Besondere Stapler wie Teleskoplader und Reach-Stacker benötigen in der Regel eine weitergehende zusätzliche Schulung für die Fahrer.
Gabelstapler können nach folgenden Kriterien unterschieden werden:
- Antriebsart: Diesel-, Elektro- und Gasmotoren (d. h. Ottomotoren die mit Auto- oder Erdgas betrieben werden), sowie erste Antriebe mit Brennstoffzellen
- Radzahl: dreiradrig als Drehschemellenkung oder vierrädrig mit doppeltem Drehschemel oder Achsschenkellenkung mit Pendelachse
- Fahrrichtungen: Zweiwegstapler, Vierwegstapler (Stapler mit Steuerbarkeit aller Räder)
- Unterfahrbarkeit: radunterstützt, freitragend, Schubmast
- Bediener-, Sitzposition bzw. Bedienungsstand (Deichselführung, Steh- oder Sitzstapler mit Quer-, Seit- oder Frontsitz)
  - Mit oder ohne Überrollbügel
- Bauweise des Hubmastes: Einfach- bis Vierfachmast als Innen-, Außen- und Mittelmast; Teleskopausführung
- Bereifung: Lufträder, Vollgummi, Superelastik durch Hohlräume in einer Gummieinlage unter der Laufschicht (siehe Gabelstapler-Reifen)
- Sicherheitsaspekten: brand- und explosionsgeschützte Stapler nach EU-Bestimmungen EN 1755 und die ATEX-Richtlinie 2014/34/EU

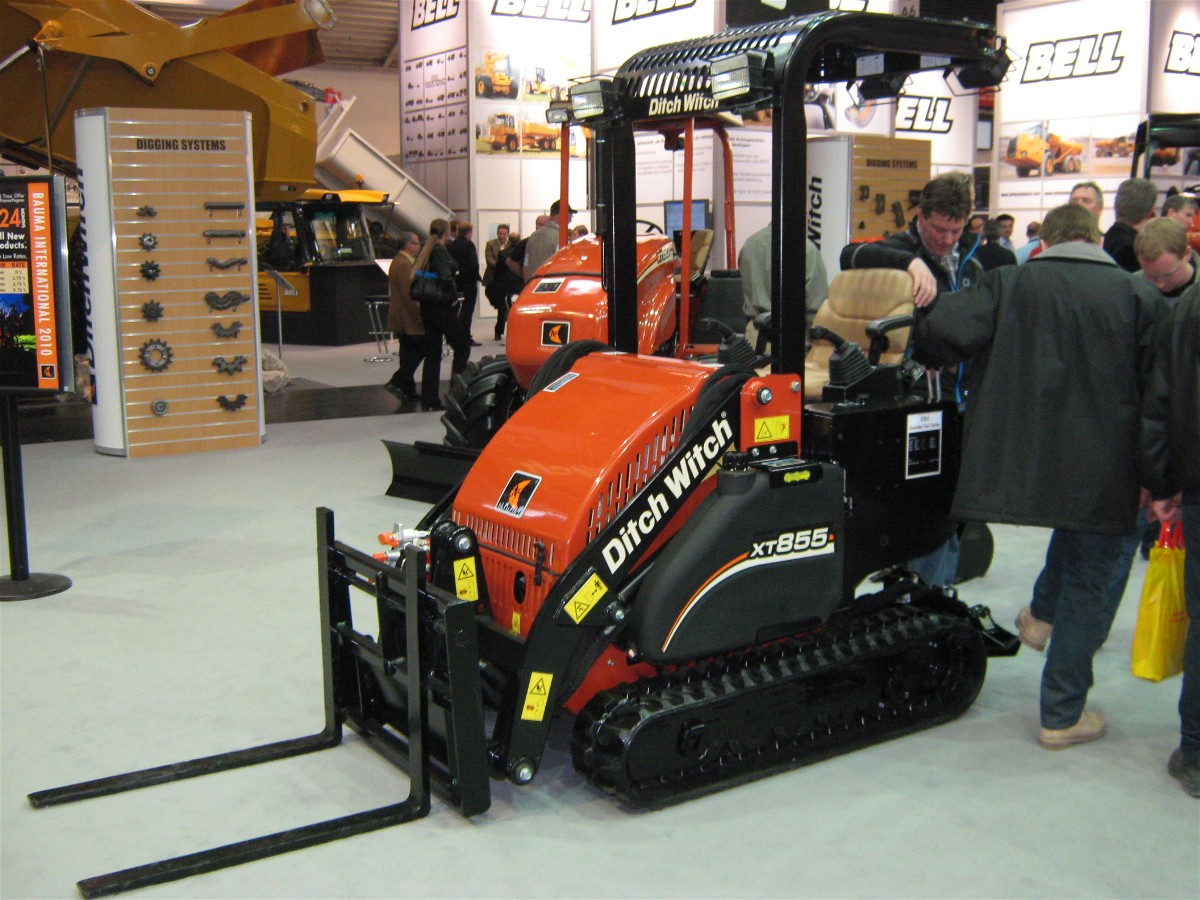
Gabelstapler mit Raupenfahrwerk
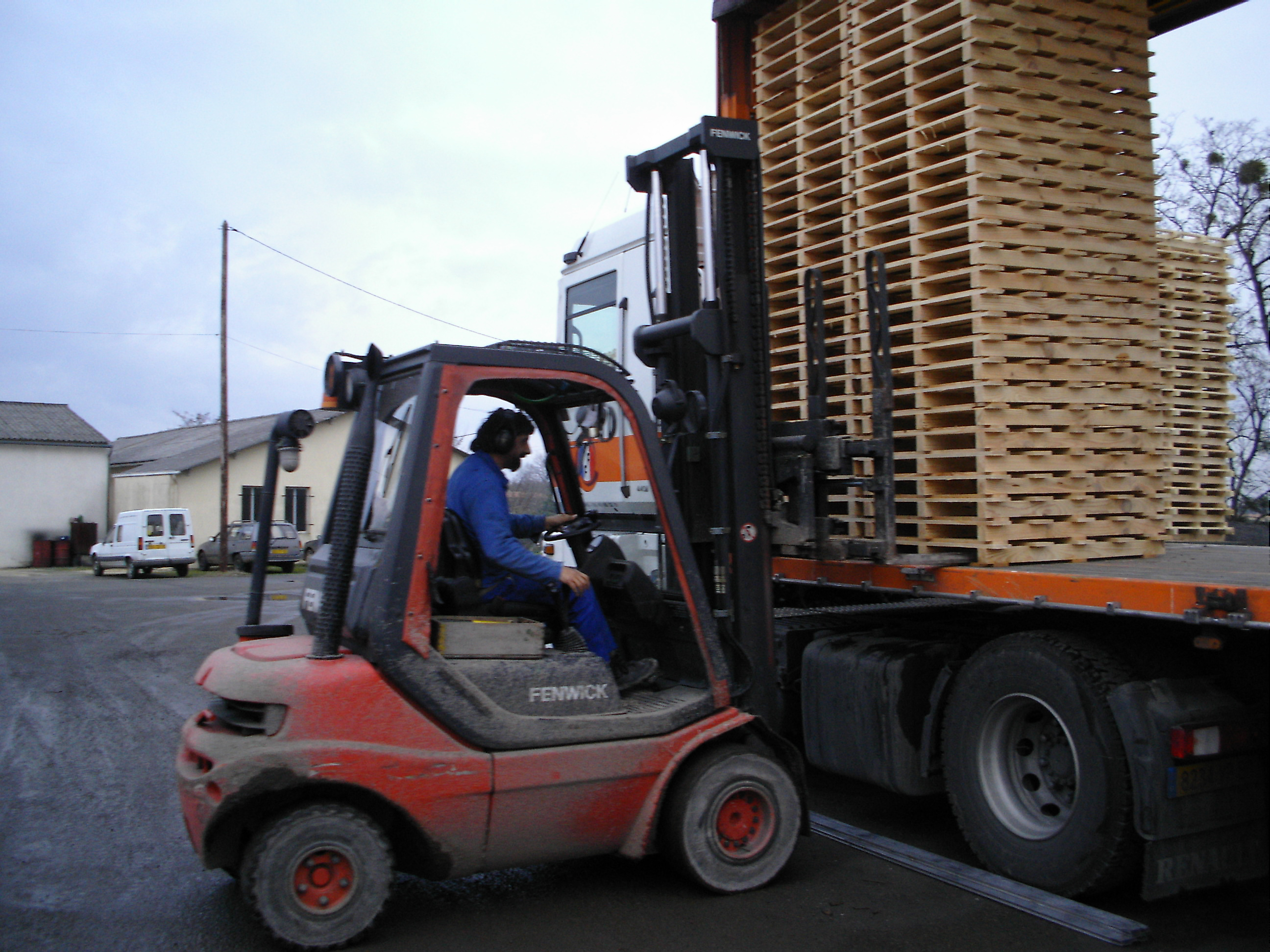
Gabelstapler mit Mehrpalettengabel
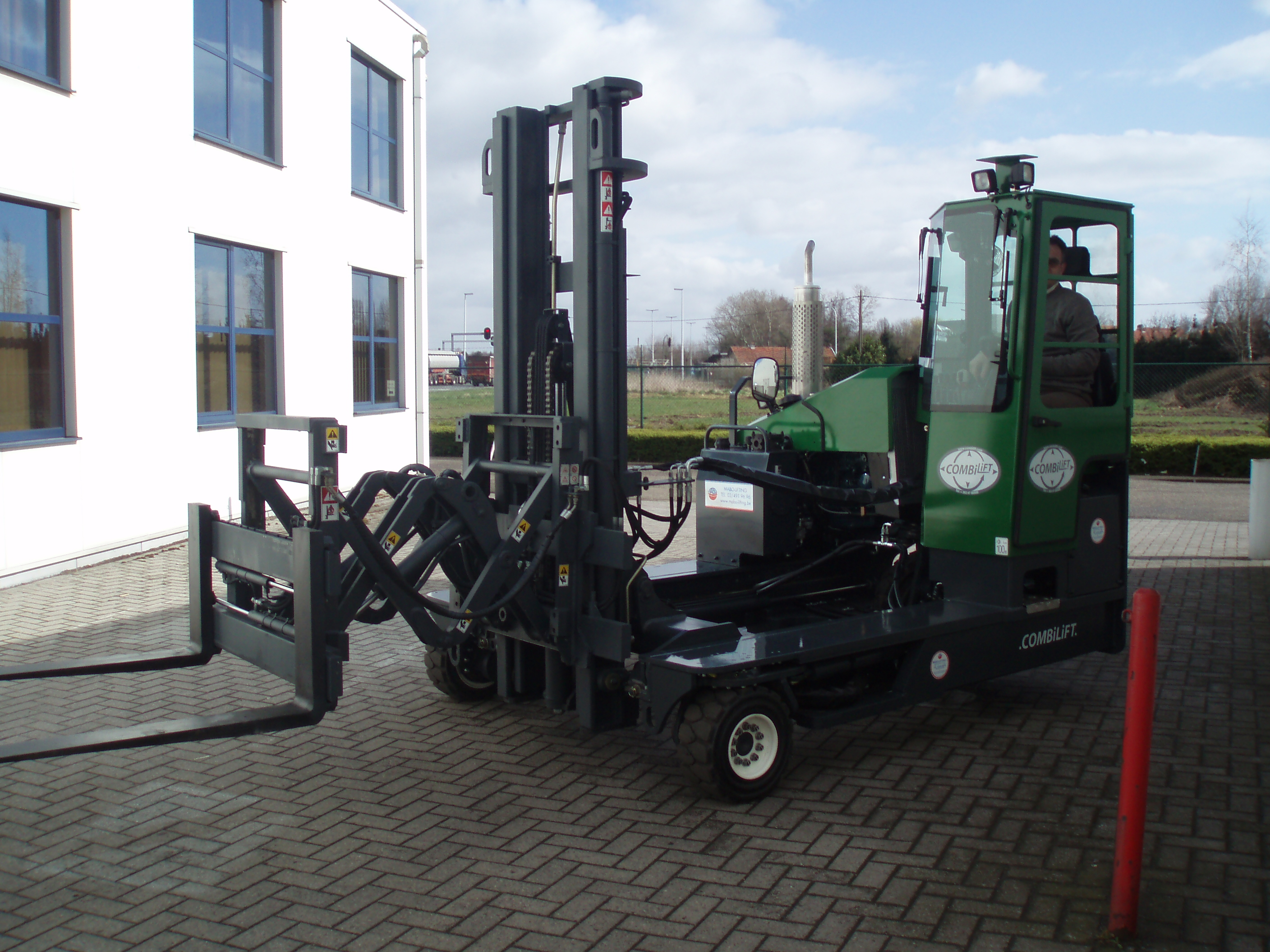
Gabelstapler mit Schubgabel

## Technik

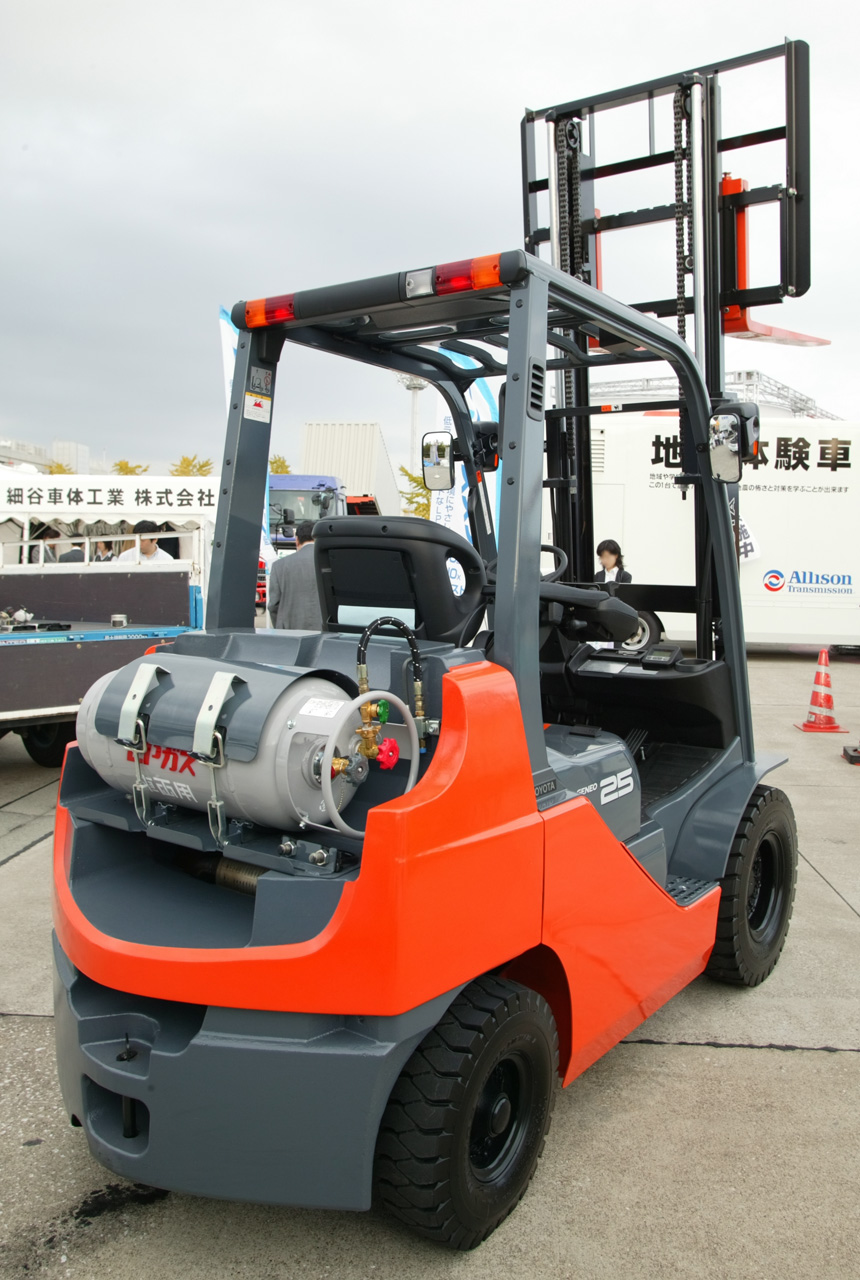
Gabelstapler mit Flüssiggas

Gabelstapler werden in der Regel durch einen mitfahrenden Bediener gesteuert und mit einem Verbrennungs- oder Elektromotor angetrieben. Die Verbrennungsmotoren arbeiten mit einem Propan/Butan-Gemisch (Flüssiggas), Dieselkraftstoff oder Erdgas. Benzingetriebene Gabelstapler kommen in der EU praktisch nicht mehr vor.
Elektrische oder mit Gas betriebene Gabelstapler dürfen auch in Innenräumen arbeiten. In der Schweiz dürfen Stapler mit Verbrennungsmotor nur nach gründlicher Abklärung in Innenräumen verwendet werden.
Die Kraft zum Kippen, Heben und teilweise dem Lenken wird hydraulisch übertragen, beim Fahrantrieb von Geräten mit Verbrennungsmotor auch mit Strömungsgetriebe.
Antriebe mit Elektromotor vermeiden Schadstoffemissionen. Sie benötigen eine Traktionsbatterie, deren Masse in diesem Fall zum Schwerpunktausgleich beiträgt. Oft werden daher Bleibatterien in Stahltrögen, meist mit einer Nennspannung von 80 Volt, eingesetzt.
Es werden Gleichstrom- und Drehstrommotoren mit Umrichter eingesetzt. Der Motor dient auch als generatorische Bremse.
Gabelstapler haben eine Hecklenkung mit sehr großem Lenkeinschlag zum Erreichen eines geringen Wendekreises. Bei dreirädriger Bauweise ist hinten eine Drehschemmel mit einem (manchmal zwei) Rädern verbaut. Dadurch entspricht der Wendekreis der Fahrzeuglänge, die Fahrzeuge wenden auf der Stelle; bei Volleinschlag drehen sich die Vorderräder in entgegengesetzte Richtung.
Bei den vierrädrigen Staplern sind die hinteren Räder in der Regel durch eine pendelnde Starrachse verbunden, die in einem Punkt mit dem Stapler tragend fixiert ist. Dadurch kann der Stapler auch unebene Flächen befahren.
Allerdings ergibt sich bei diesen beiden Bauweisen lediglich ein Standsicherheitsdreieck, wodurch eine höhere Kippgefahr besteht als beim Fahrzeug mit Standsicherheitsviereck, da der eigene Schwerpunkt näher an den seitlichen Kippkanten liegt. Auch die Pendelachse hat nur einen Auflagepunkt.
Neuere Bauarten (z. B. Still RXE 16) verwenden zwei parallel stehende Drehschemmel zur Lenkung; dadurch wird eine höhere Standfestigkeit erreicht (Standraute) und eine ähnliche Wendigkeit wie bei dreirädrigen Fahrzeugen.
Um die Standsicherheit zu verbessern, haben die meisten Gabelstapler keine Achsfederung. Bei vierrädrigen Staplern mit Pendelachse können jedoch Schwingungsdämpfer oder sogar Versteifungen angebracht sein, die ein Schwanken verhindern sollen. Die Federung übernehmen spezielle Gabelstapler-Reifen sowie ein gefederter Fahrersitz, der auf das Gewicht des Fahrers eingestellt werden kann.

## Bedienung
Gabelstapler werden über Pedale und Handhebel bedient. Da sie fast ausnahmslos synchronisierte Automatikgetriebe haben, gibt es im Wesentlichen zwei Bedienungssysteme.
Das erste hat ein rechtes Fahr- und ein linkes Bremspedal und die Fahrtrichtung wird über einen Handhebel angewählt, der sich meistens am Lenkrad befindet. (Dieser Fahrrichtungsgeber kann sich aber zum Beispiel auch am ersten Hebel, der Bedieneinheit für das Hubgerüst befinden, damit der Fahrer die Hand an den Schalthebeln lassen kann.)
Das zweite hat für Vorwärts- und Rückwärtsfahrt jeweils ein eigenes Pedal; dies gilt insbesondere für Gabelstapler des Herstellers Linde. Bei diesem System entfällt der richtungsgebende Schalter.
Ist bei der erstgenannten Variante trotzdem ein drittes Pedal verbaut, handelt es sich entweder um eine Feststellbremse oder bei Verbrennungsmotoren um ein sogenanntes Inchpedal. Es sorgt dafür, dass der Stapler bei Stillstand seine volle hydraulische Kraft für die Stapelvorgänge nutzen kann. Charakteristisch kommt dieses Pedal damit einem Kupplungspedal nahe, wird vom Fahrer aber eher als zusätzliche Bremse wahrgenommen, die gerne während der Stapelvorgänge eingesetzt wird, da sie in der Regel mit weniger Kraftaufwand als die eigentliche Bremse und weniger umständlich als die Feststellbremse betrieben werden kann.

### Bedienhebel
Die Bedienhebel für das Hubgerüst und andere Vorrichtungen zur Lastaufnahme befinden sich in der Regel rechts vom Fahrer. Die ersten beiden Hebel fahren den Hubmast aus und neigen ihn. Weitere Hebel steuern eventuell angeschlossene dynamische Anbaugeräte, die mit den Hydrauliksystem verbunden wurden und dem Stapler zusätzliche Funktionen und Möglichkeiten verleihen.
Insbesondere ist es üblich, über den dritten Hebel einen Seitenschieber zu betreiben, der den Gabelrücken (mit den daran befestigten Gabelzinken) nach links und rechts steuert. Für Gabelstapler gibt es – ähnlich wie für Bagger und Radlader – eine Vielzahl von Anbaugeräten, die in der Regel über diesen dritten oder einen vierten Hebel gesteuert werden können.
Bei einigen Gabelstaplern wird statt dieser Steuerhebel – die vorwärts und rückwärts gezogen werden – ein Steuerstick ähnlich einem Joystick verwendet, bei dem jeweils einer die Funktion von zwei klassischen Steuerhebeln übernimmt. Dadurch wird dem Fahrer der Handwechsel erspart.
Auch werden Multifunktions-Joysticks verwendet; d. h. auf einem einzigen Joystick befinden sich Tasten und Kipphebel für die Ansteuerung weiterer Anbaugeräte oder sonstige Funktionen.

### Lenkung
Gängige Frontgabelstapler haben überwiegend ein Lenkrad (in der Regel mit Lenkknauf) oder einen Joystick. Insbesondere bei Seitenschubmaststaplern werden als Lenkräder mangels Platz die Lenkradbauformen „Mini“ und „Midi“ eingesetzt. Bei Minilenkrädern liegt die linke Handfläche auf dem Kurbelknopf, während der dazugehörige Arm auf einer Armlehne ruht, die sich den Bewegungen des Fahrers anpassen kann. Bei Midilenkrädern kann die gesamte Lenkeinheit ergonomisch angepasst werden.
Die Lenkung ist in der Regel auch bei Lenkrädern hydraulisch unterstützt und lenkt das Hinterrad (oder die Hinterräder) weit stärker ein, als das etwa bei einem Personenkraftwagen möglich ist. Daraus ergibt sich die große Wendigkeit eines Staplers. Seit einigen Jahren setzen Unternehmen vermehrt auch auf eine elektrische Lenkung, die eine deutliche Senkung des Energieverbrauchs ermöglicht.
Ein üblicher Stapler benötigt meistens nur seine eigene Fahrzeuglänge zum Wenden und dreht dabei bei vollständigem Lenkeinschlag mehr oder minder um den kurveninneren Vorderreifen. Bei Vierwegestaplern könne alle Räder gelenkt werden, wodurch der Stapler ohne Wendemanöver auskommt. Wegen dieser Fahreigenschaften stellen Gabelstapler für Fußgänger und die Fahrer anderer Fahrzeuge eine Gefahr dar, da diese – unter anderem bei Versuchen, nahe an einem Gabelstapler vorbeizukommen – vom ausschwenkenden Heck, plötzlichen Richtungsänderungen und sonstigen, anderen Fahrzeugen nicht möglichen Fahrmanövern überrascht werden können.

### Sitz
Der Sitz des Fahrers ist nicht immer in Richtung einer Vorwärtsfahrt montiert; bei Seitenschubmaststaplern ist der Sitz um 90 Grad gedreht angebracht und der Fahrer muss zum Beispiel bei Vorwärtsfahrten nach rechts und bei Rückwärtsfahrt nach links blicken. Einige Staplersitze lassen sich (mit Pedalen und Hebeln) eingeschränkt nach links und rechts drehen; fortgeschrittene Stapler können sogar die gesamte Fahrerkabine um 360 Grad drehen.
Gabelstaplersitze sind in der Regel gefedert, da dies die einzige Möglichkeit ist, Stöße – insbesondere auf die Bandscheiben der Fahrer – zu dämpfen, die durch das Fahrwerk übertragen werden. Um die Last sicher aufzunehmen, haben Gabelstapler keine gefederten Achsen und fahren in der Regel mit profillosen Vollgummi- oder profiltragenden Superelastikreifen anstatt mit Luftreifen. Die Federung des Sitzes kann an das Gewicht des Fahrers angepasst werden, um diese Gesundheitsgefährdung fehlender sonstiger Abfederung zu kompensieren.
Moderne Stapler fragen die Sitzbesetzung über einen Sensor ab; wird die eingestellte Belastung des Sitzes nicht erreicht, verweigert der Stapler die Anfahrt. Damit soll verhindert werden, dass eine neben dem Stapler stehende Person dem Stapler Fahrbefehle gibt und sich selbst damit den Gefahren aussetzt, überrollt, gequetscht oder von einem fallenden Objekt getroffen zu werden.

### Sonstiges
Moderne Stapler haben einen berührungsempfindlichen Bildschirm, der weitere Einstellungen und Anzeigen zulässt, statt einer Instrumententafel mit Schaltern und Anzeigelampen. So können Störmeldungen aus den Hydraulik- und Bremssystemen, Ölstände, Tank- und Ladestände, aber auch Betriebsstunden und Wartungsintervalle im Klartext, als Grafiken oder Zahlen angezeigt werden.
Auch wird die gesamte Beleuchtung, vorhandene Blinker, Lüftung etc. über ein solches Panel oder über Knöpfe und Schalter gesteuert. Die Vielfalt und Unterschiede – selbst bei Staplern des gleichen Herstellers – lassen eine (ohnehin gesetzlich vorgeschriebene) Unterweisung eines neuen Fahrers und ein Studium des Handbuches als unabdingbar erscheinen.
Das Fahrverhalten wird  oft über eine sogenannte Hase-(Schildkröte)-Einstellung in üblicherweise drei oder fünf Fahrstufen eingestellt; wobei bei höchster Zahl die Höchstgeschwindigkeit und höhere Beschleunigungswerte zu erreichen sind. Einige Staplerbaureihen kennen eine solche Einstellmöglichkeit auch für die Arbeitsgeschwindigkeit des Hubmastes.

## Sondervarianten

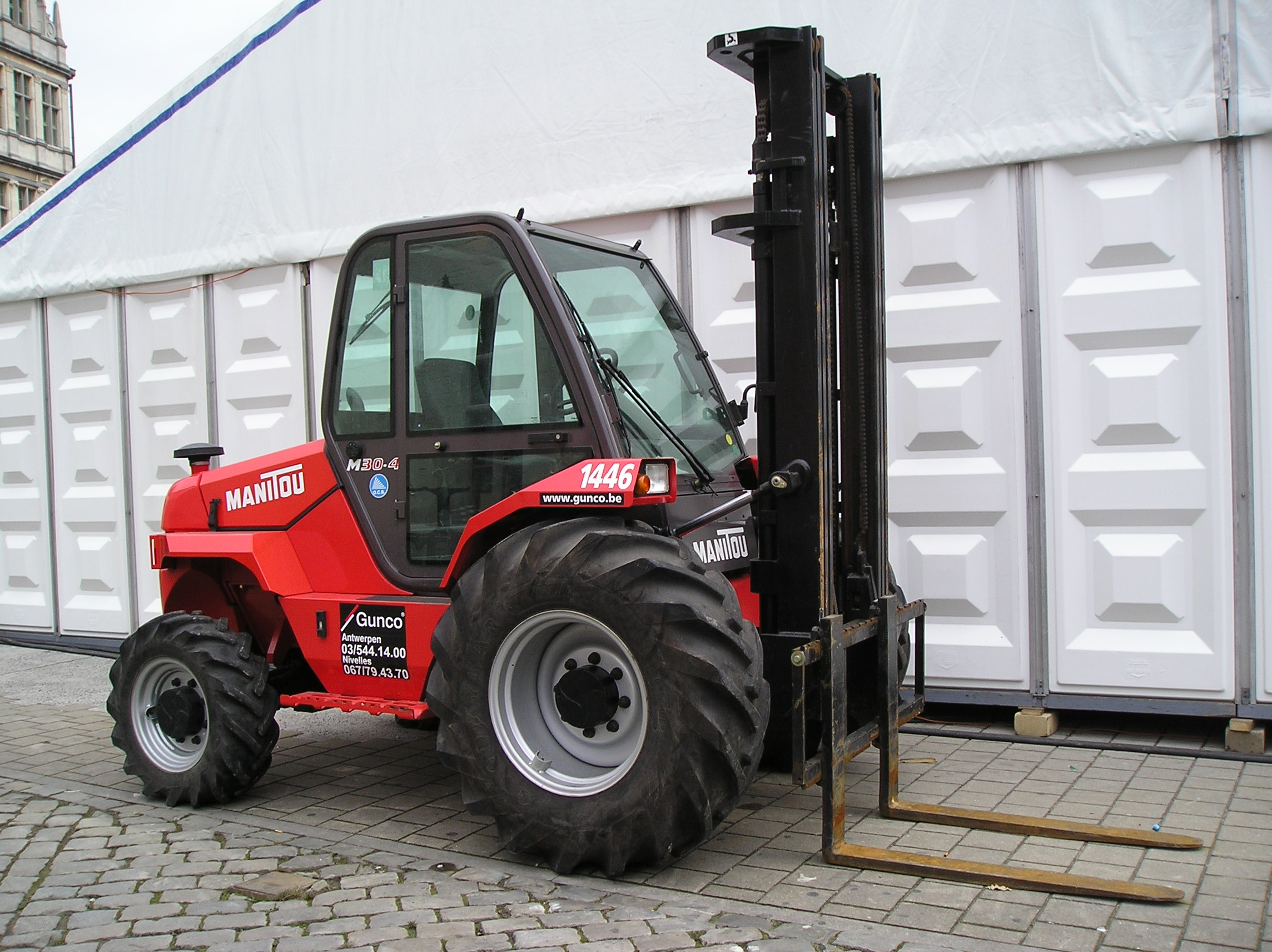
Manitou-Geländestapler

### Geländestapler
Eine besonders imposante Variante der Gegengewichtsstapler ist der Geländestapler, auch Großreifenstapler genannt. Im Vordergrund steht hier die Geländegängigkeit durch hohe Bodenfreiheit, Niederdruckreifen, hohe Traktion, äußerst robuste Bauweise bei Chassis, Hubgerüst und Lenkachse, starke Motoren, in der Regel Dieselmotoren, bei Spitzenmodellen hydrostatisches Getriebe und hohe Standsicherheit bei guter Steigfähigkeit. Zum Teil haben diese Stapler Allradantrieb. Geländestapler werden auch außerbetrieblich in schwerem Terrain eingesetzt, zum Beispiel in Forstwirtschaft, Holzindustrie, Bergwerken, Recyclingindustrie, Schwerindustrie, im Anlagenbau, in Betonwerken und Ziegeleien.

### Schubmaststapler

Querläufer-Schubmaststapler von Linde Material Handling

Eine weitere Spezialvariante ist der Schubmaststapler. Er kombiniert greitragende Bauweise mit radunterstützter Stabilität. Zur Lastenaufnahme wird der Mast vorgeschoben, so dass die Gabel frei vor dem Fahrzeug liegt und sich bis auf den Boden absenken lässt. Zum Transport der Last wird jedoch der Mast zwischen die Radarme zurückgezogen, was die Fahrstabilität verbessert und den Bedarf an Gegengewicht verringert. Bei Modellen mit seitlich angeordnetem Mast wird die Last über ein seitlich ausfahrbares Hubgerüst aufgenommen und auf einem zentralen Tisch abgelegt. Da man auf diesem Stapler seitlich sitzt, spricht man auch von einem Seitsitzstapler. Schubmaststapler sind für den innerbetrieblichen Transport insbesondere langer Lasten gedacht. Schubmaststapler sind ausschließlich mit Elektroantrieb erhältlich, da sie vorwiegend für den Einsatz in Innenräumen konzipiert sind. Ihre kompakte Bauform und hohe Wendigkeit machen sie ideal für enge Regalgänge, wie sie in Hochregallagern typisch sind. Leistungsstarke Modelle erreichen Hubhöhen von bis zu 14 Metern bei Tragfähigkeiten von 1 bis 3 Tonnen.

### Schmalgangstapler
Schmalgangstapler sind speziell für Lager mit minimaler Gangbreite konzipiert, um die Flächennutzung in Hochregallagern zu maximieren. Der Schmalgangstapler hat deshalb eine um 90 Grad zur Fahrtrichtung gedrehte Gabel, die seitlich aus- und eingefahren werden kann. Für den Einsatz in Regalhöhen über zehn Metern sind viele Modelle mit einer hebbaren Kabine ausgestattet, die dem Bedienpersonal eine direkte Sicht auf die Ein- und Auslagerungsebene ermöglicht. Zur Spurführung werden mechanische Führungsschienen oder elektronische Systeme eingesetzt, da zwischen Fahrzeug und Regal häufig nur wenige Zentimeter Abstand bestehen. Neben spurgeführten Varianten existieren freifahrende, gelenkige Modelle, die ab Gangbreiten von ca. 1,6 Metern eingesetzt werden können. Diese ermöglichen durch ein schwenkbaren Vorderteil flexible Bedienung enger Regalanlagen. Schmalgangstapler werden besonders in automatisierten oder flächenoptimierten Logistikumgebungen eingesetzt.

### Vier- und Mehrwegestapler
Um die Manövrierfähigkeit beim innerbetrieblichen Transport speziell von langen Lasten zu erhöhen, werden Mehrwege- und Vierwegestapler eingesetzt. Zu unterscheiden sind Vierwege-Schubmaststapler (Quergabelstapler), die in der Regel Paletten und Langgut transportieren, sowie Vierwege- und Mehrwege-Seitenstapler, die vorwiegend auf den Langguttransport spezialisiert sind. Mit schwenkbaren Rädern ausgestattet, können sie ohne aufwendige Rangiervorgänge quer zur Laderichtung in Lagergänge einfahren. Sind die Räder um 90 Grad schwenkbar, spricht man von Vierwegestaplern, bei beliebig schwenkbaren Rädern von Mehrwegestaplern.
Besonders die Branchen Holzindustrie, Metallindustrie, Stahlweiterverarbeiter und Stahlhandel setzen diese Seitenstapler ein.

### Seitenstapler

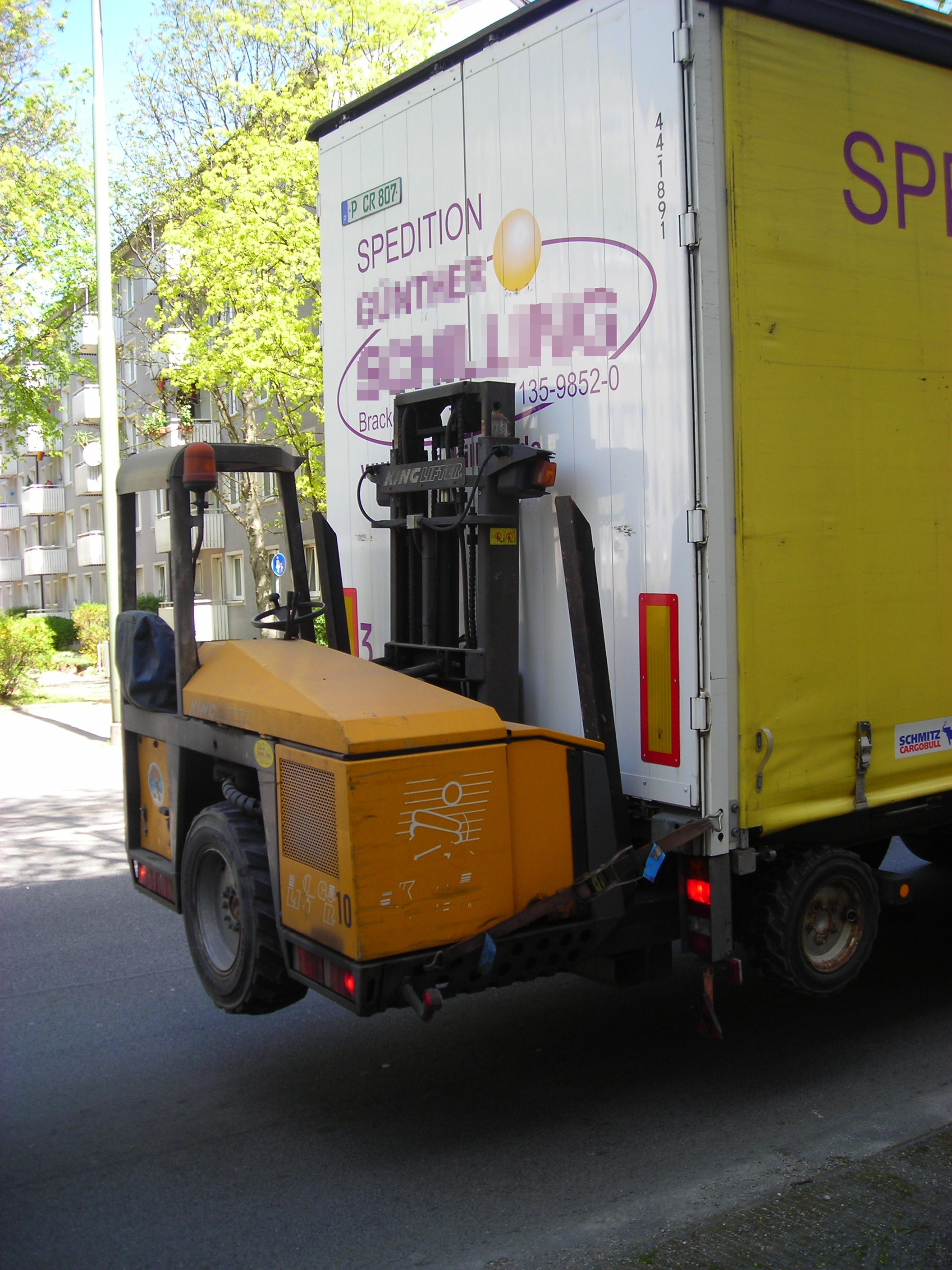
Mitnehm-/Huckepackstapler

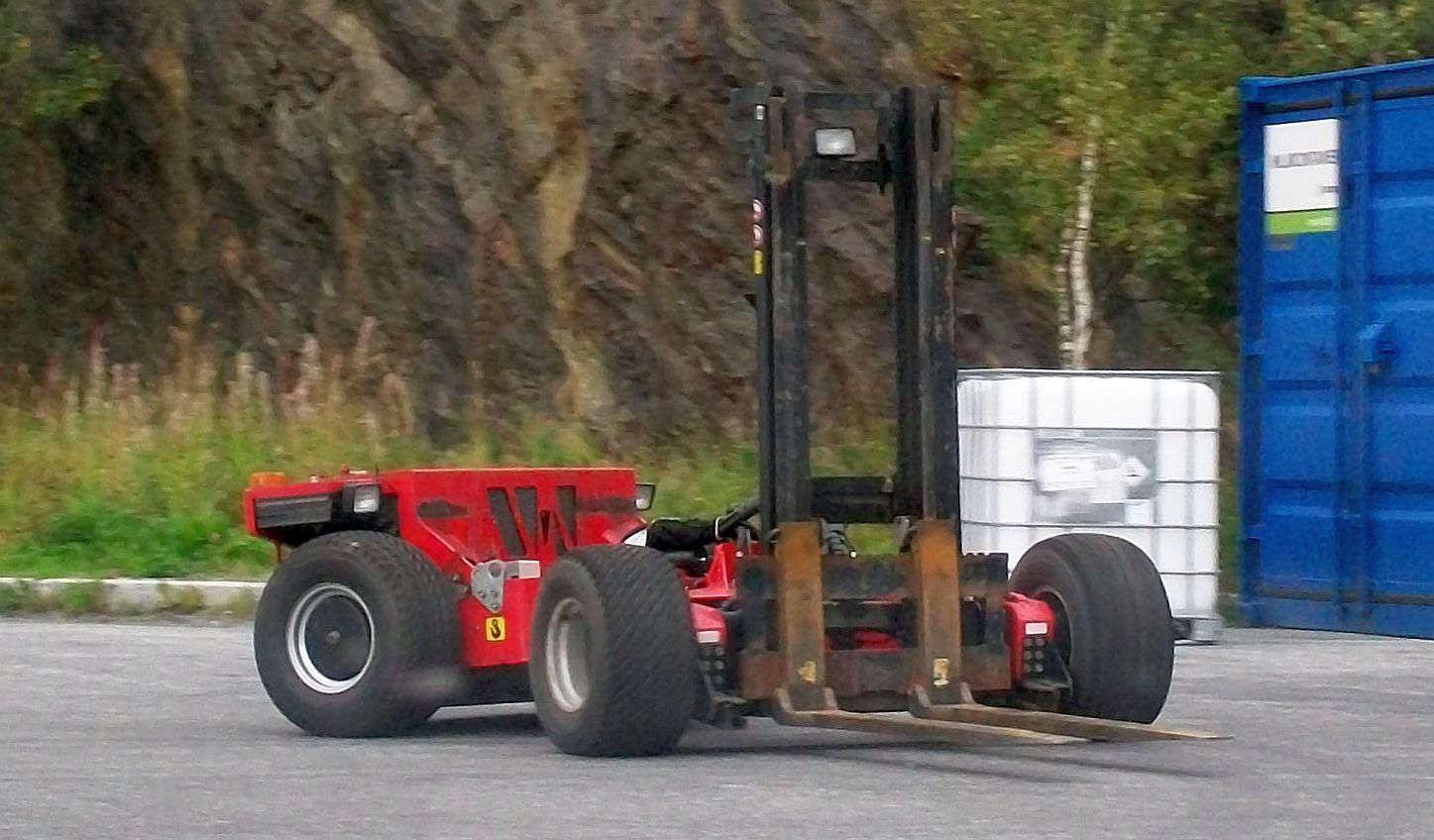
Ferngesteuerter Unterflur-Mitnahmestapler, Zinken werden hochgeklappt und samt Mast nach hinten gekippt, niedriger als das Motorgehäuse, passt quer unter den Leiterrahmen eines Sattelaufliegers

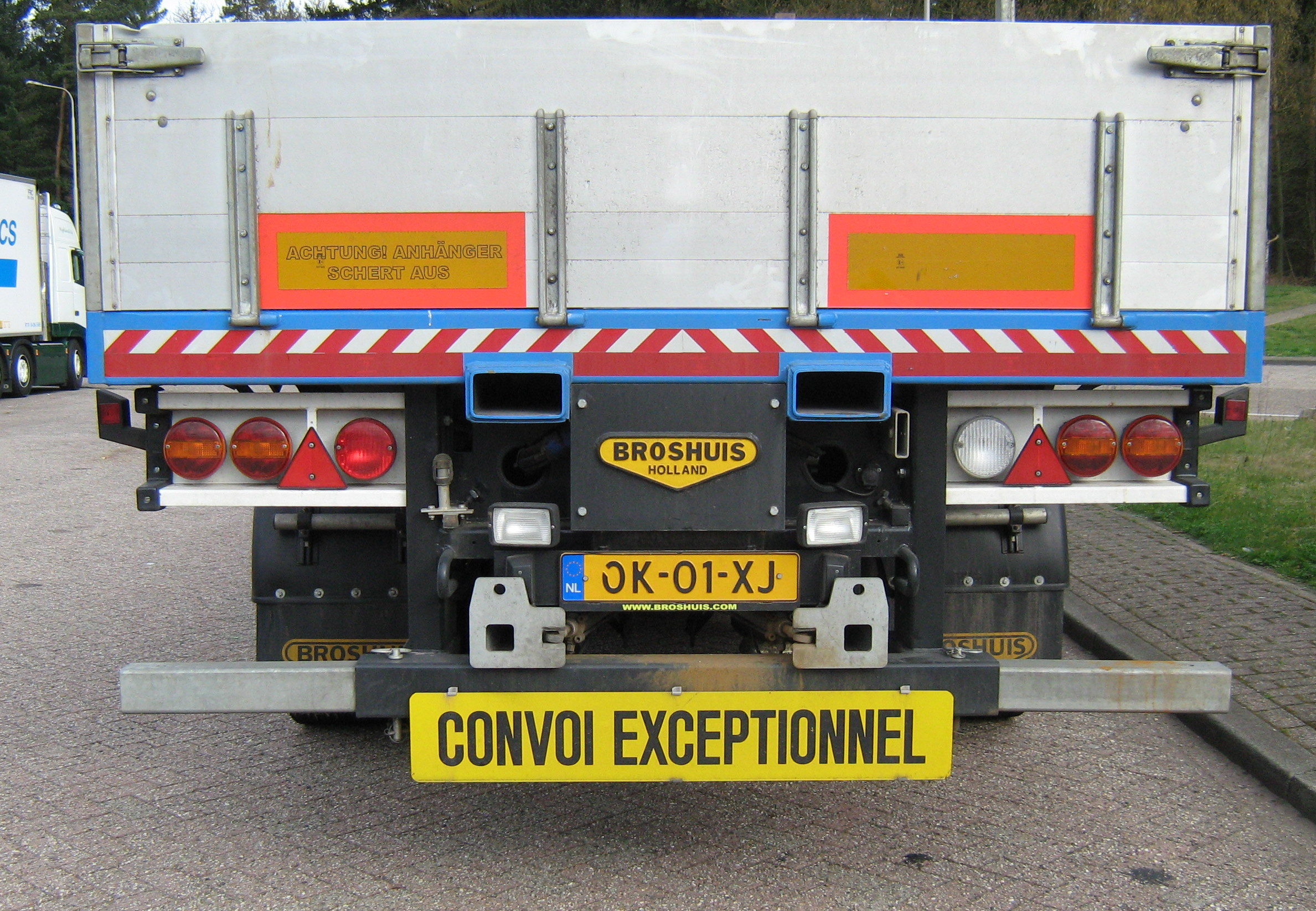
Koppelvorrichtung für Mitnahmestapler am Lkw-Heck

Beim Seitenstapler oder Quergabelstapler ist das Gabelpaar quer zur Verfahrrichtung angeordnet. Die Lastaufnahme geschieht quer zur Fahrtrichtung. Die Ware wird der Länge nach transportiert, so können Längen bis zu 34 Meter gehoben und transportiert werden. Deshalb eignen sich Seitenstapler zum Befördern langer Lasten, deren Transport mit Frontstaplern ansonsten zum Beispiel durch die Breite von Gängen oder Hallentoren Grenzen gesetzt wären. Stapler dieser Art werden häufig im Holzhandel, in Zimmereien und in der Stahlindustrie eingesetzt. Sie zeichnen sich durch große Bodenfreiheit und eine Vielzahl von Bereifungsvarianten aus. Auch für schlechte Bodenverhältnisse und hohe Fahrgeschwindigkeiten sind sie geeignet.

## Anbaugeräte
Für Sonderanwendungen ist ein Gabelstapler mit speziellen Anbaugeräten ausrüstbar. Diese sind nach DIN-Norm bei älteren Geräten oder nach FEM-Norm seit ca. 1980 weltweit kompatibel. Anbaugeräte erweitern dabei die Einsatzmöglichkeiten in großem Maße. Nachfolgend Beispiele für gängige Anbaugeräte:
- Verlängernde, hohle Aufsteck-Zinken (Gabelschuhe)
- Arbeitskörbe
- Kippbehälter / Klappbodenbehälter / Schaufeln
- Lastaufnahmegeräte / Teleskoplader / Lasthaken / Teleskopgabeln
- Drehgeräte
- Seitenschieber
- Zinkenversteller
- Papierrollen- und Fassklammern
- Fasswender / Fasskipper / Fasslifter
- Anbaubesen
- Schneeschieber / Schneeschilde / Schneepflüge

Je nach Art des Anbaugerätes werden sie einfach nur mit den Gabelzinken aufgenommen und gesichert (bspw. Arbeitskörbe oder mechanische Kippbehälter) oder auch mit der Bordhydraulik oder -elektronik des Gabelstaplers verbunden, über die die Anbaugeräte dann gesteuert werden können.
Beim Einsatz der zum Teil recht schweren und ausladenden Anbaugeräte reduziert sich die Resttragfähigkeit. Die Reduzierung ergibt sich aus der Vergrößerung des Lastschwerpunktabstandes sowie der Eigenmasse der Anbaugeräte.
Die Tragkraftreduktion kann mit der nachstehenden Formel in vier Schritten berechnet werden:
1. Staplermoment MSt = Q · (X + C)
2. Anbaugerätemoment ME = GE · (ESP + X)
3. Restmoment MR = MSt − ME
4. Resttragkraft G L = MR ÷ (X + V + L/2)

die Abkürzungen stehen für:
- MSt .. Eigenmoment Stapler
- Q .. Nenntragkraft des Staplers
- X .. Maß Mitte Vorderachse, Gabelträger-Rücken
- C .. Lastschwerpunkt (des Staplers)
- MR .. Restmoment
- GE .. Eigengewicht Anbaugerät
- ESP .. Eigenschwerpunkt Anbaugerät
- GL .. maximal zulässiges Gewicht der Last
- V .. Vorbaumaß des Anbaugerätes
- L/2 .. Schwerpunktabstand der Last

Außerdem gibt es auf den Websites mancher Anbaugerätehersteller auch einfach zu bedienende Berechnungsprogramme.
Mit einem am Gabelstapler anzubringenden Resttragfähigkeitsdiagramm lässt sich die maximal zu hebende Last als Funktion der Hubhöhe ablesen. Wurde das Anbaugerät bereits ab Werk montiert und bildet eine schwer zu trennende Einheit mit dem ursprünglichen Gerät (insbesondere beim Seitenschieber), wird häufig das ursprüngliche Lastdiagramm weggelassen und durch das Resttragfähigkeitsdiagramm ersetzt.
Das Resttragfähigkeitsdiagramm enthält in der Regel die Gerätenummer des Typenschildes, das grundsätzlich an jedem Anbaugerät angebracht sein muss.

## Sicherheit
- In Deutschland ist eine jährliche Überprüfung nach den Unfallverhütungsvorschriften (UVV) der Berufsgenossenschaften vorgeschrieben, die durchgeführte Prüfung wird mit einer Plakette angezeigt.
- Bei Treibgasstaplern ist eine jährliche Treibgasanlagenprüfung (Über- oder Unterdruckverfahren) vorgeschrieben.
- Bei Treibgasstaplern ist eine halbjährliche Abgasuntersuchung vorgeschrieben. Der CO-Gehalt im Teillast- und Volllastbetrieb ist auf ein Minimum zu reduzieren.
- Bei Gabelstaplern mit Dieselverbrennungsmotor ist eine jährliche Abgasuntersuchung vorgeschrieben. Grundlage hierfür ist die TRGS 554 (die Schwärzungszahl bei Volllast- und Teillastbetrieb ist ausschlaggebend).
- Ein Befähigungsnachweis (Fahrausweis bzw. Flurfördermittelschein) zum innerbetrieblichen Führen von Flurförderfahrzeugen ist grundsätzlich die Voraussetzung in Deutschland zur ordnungsgemäßen Benutzung aller Gabelstapler (elektrisch oder mit Verbrennungsmotor betrieben) nach Richtlinien der Berufsgenossenschaften.

Am gesamten meldepflichtigen Unfallgeschehen am Arbeitsplatz beträgt der Anteil von Unfällen mit Gabelstaplern 1,3 Prozent. Die Zahl der tödlichen Unfälle ist stark rückläufig. Mit 58 Prozent an erster Stelle stehen die sogenannten Anfahrunfälle. Dies sind Unfälle, bei denen Beteiligte vom Stapler angefahren, gestreift oder eingequetscht werden. Unfälle beim Auf- und Absteigen haben einen Anteil von 18 Prozent. Kippunfälle wegen zu hoher Geschwindigkeit besonders in Kurven oder bei unvorschriftsmäßiger Fahrt mit angehobener Last machen nur 4 Prozent aus. Die restlichen 20 Prozent der Unfälle entfallen auf Schäden durch herunterfallende Lasten, unbefugtes Mitfahren oder Montage und Reparatur. Ursache der meisten Unfälle sind Fahrfehler. Aber auch unzureichende Regelung des innerbetrieblichen Verkehrs und Wartungsmängel haben ihren Anteil.

## Fahrberechtigungen
In Deutschland ist die Fahrberechtigung zum innerbetrieblichen Führen nach den berufsgenossenschaftlichen Vorschriften (BGV) der DGUV geregelt. Der Nachweis der Befähigung erfolgt durch einen Flurfördermittelschein, im Allgemeinen (Gabel-)Staplerschein genannt, der durch eine Ausbildung erworben werden kann, deren Umfang nach DGUV Grundsatz 308-001 (vormals BGG 925) in der theoretischen Ausbildung mindestens zehn Unterrichtsstunden à 45 Minuten betragen muss; die Dauer der Praxis mit Fahrprüfung ist nicht bestimmt worden. Außerdem muss der Betrieb eine Schriftliche Beauftragung erteilen und seine ausgebildeten Fahrer unterweisen, bevor diese ihre Tätigkeit aufnehmen. Weitere Unterweisungen sind einmal pro Jahr vorgeschrieben. Die Fahrer müssen gesundheitlich geeignet sein. Der Zwang auf die Unternehmen, vor Arbeitsaufnahme bei ausgewiesenen Ärzten eine arbeitsmedizinische Vorsorgeuntersuchung G25 als Nachweis zwingend einzusetzen, wurde entschärft. Sie wird von vielen Firmen aber weiterhin eingesetzt, um keine Nachweislücken entstehen zu lassen.
Der Flurfördermittelschein ist keine Fahrerlaubnis im Sinne der Fahrerlaubnis-Verordnung. Der Gabelstapler fällt (in Deutschland) in die Führerscheinklasse L, die unter anderem in der Führerscheinklasse B enthalten ist. Wenn die bauartbedingte Höchstgeschwindigkeit 25 km/h nicht überschritten wird, gelten die Gewichtsbeschränkungen der Klasse B auf 3,5 Tonnen nicht. Bei Fahraufträgen mit höheren Geschwindigkeiten und Gewichtsklassen – soweit der Stapler dazu technisch fähig und zugelassen ist – muss sonst – abhängig vom zulässigen Gesamtgewicht – eine höhere geeignete Fahrerlaubnis (C1 bzw. C) vorliegen.
Der Gabelstapler muss entsprechend seiner Zulassung zum Straßenverkehr ausgerüstet sein. Ab einer Geschwindigkeit von 25 km/h sind Luftreifen vorgeschrieben. Ausnahmegenehmigungen sind lokal möglich, in diesen seltenen Fällen werden aber heute in der Regel unter anderem Blinker und Spiegel verlangt.
Sollte der Fahrer eines Gabelstaplers seine Fahrerlaubnis verlieren, weil er zum Beispiel im Straßenverkehr mit seinem PKW zu schnell gefahren ist, dann ist er gemäß DGUV dazu verpflichtet, diesen Verlust seinem Arbeitgeber mitzuteilen, da er für die Dauer des Führerscheinentzugs keine motorisierten Flurförderzeuge, die der Fahrerlaubnis-Verordnung unterliegen würden, außerhalb eines Firmengeländes oder Sonderbereiches fahren darf. Der Entzug der Fahrerlaubnis kann für den Arbeitgeber ein Hinweis sein, die gesundheitliche und charakterliche Eignung des Fahrers außer der Reihe zu überprüfen und gegebenenfalls die erteilte Schriftliche Fahrerlaubnis zurückzuziehen. Eine dabei vom Arbeitgeber verlangte neue G25-Untersuchung (DGUV Information 205-427), die zu entsprechenden Befunden gelangt, führt darüber hinaus zu einer Sperre des Fahrers für weiteres Fahren unter betrieblichen Bedingungen. In einigen Firmen ist die betriebliche Erlaubnis zum Führen des Gabelstaplers an den Besitz eines gültigen Führerscheins gekoppelt; in diesen Fällen erlischt mit dem Verlust der Fahrerlaubnis im Straßenverkehr automatisch auch die Berechtigung, in diesen Betrieben fahren zu dürfen.
Flurfördermittelscheine gelten zurzeit nur national. In der Schweiz sind zum Beispiel das Unfallversicherungsgesetz (UVG), das Arbeitsgesetz (ArG) und die Verordnung zur Verhütung von Unfällen und Berufskrankheiten (VUV) maßgebend. Gefahren wird dort nur mit einem Suva-anerkannten Ausweis. Anerkannt sind die Ausbildung durch das Militär und die Ausbildung durch die (interne) Suva-geprüfte Fahrschule.
In Österreich muss aufgrund des ArbeitnehmerInnenschutzgesetzes (ASchG) und der Fachkenntnisnachweis-Verordnung ein Kurs im Ausmaß von 20,5 Unterrichtseinheiten mit anschließender Prüfung gemacht werden.

## Rekorde
- Der stärkste derzeitige Gabelstapler ist der Kalmar DCG720-10LB aus Finnland. Er hat eine Tragkraft von 72 Tonnen bei einem Eigengewicht von 90 Tonnen. Er ist 4,67 Meter breit und hat einen Radstand von 5,75 Meter.[11]
- Der kleinste Frontstapler ist der Mini 4 von Mariotti; er  hat eine Fahrzeuglänge von 1095 mm  und kann eine Ladung 400 kg verfahren. Seine L2-Länge (Länge bis zum Gabelrücken) beträgt 1095 mm, bei einer Breite von bis zu 910 mm, einer Höhe von 1900 mm und einem Leergewicht von 1,3 Tonnen.[12]
- Den größten Marktanteil beim Gabelstaplerverkauf hat Toyota mit 28,44 % (2021/22). Größter deutscher Hersteller und weltweit Nummer 2 (2021/22: 13,78 %) ist Kion mit den Marken Linde und Still.[13]
- 2012 baute Linde für die Hannover Messe den „Linde-E1-Kart“ mit dem Motor eines Elektro-Gabelstaplers. Dieser erreichte eine Höchstgeschwindigkeit von 120 km/h.[14]
- Am 27. September 2018 stellte der österreichischen Kraftsportler und mehrfachen Weltrekordhalter Franz Müllner einen neuen Weltrekord für das schnellste 10-Meter-Ziehen eines Gabelstaplers auf. Er zog einen 32 Tonnen schweren Stapler nach 44,37 Sekunden über die Ziellinie.[15]
- 20./21. Juli 2019 wurde mit 461,9 km der erste Rekord für E-Stapler aufgestellt, die weiteste Distanz innerhalb von 24 Stunden zu bewältigen.[15]

## Ähnliche Fahrzeuge
- Hubwagen
- Radlader
- Teleskoplader
- Reach-Stacker